# Bivacco Gino Rainetto
Das Bivacco Gino Rainetto, auch Bivouac du Petit Mont Blanc, ist eine Biwakschachtel der Sektion Turin der Giovane Montagna (GM). Sie liegt im Val Veny auf einer Höhe von 3047 m s.l.m. im italienischen Teil der Mont-Blanc-Gruppe auf dem Gemeindegebiet von Courmayeur.

## Beschreibung
Die Biwakschachtel liegt unterhalb des Südostpfeilers des Petit Mont Blanc. Sie ist aus Holz und Blech konstruiert und verfügt über Matratzen mit Decken, jedoch gibt es kein fließendes Wasser. Baubeginn war im Jahr 1963. Die Einweihung erfolgte am 2. August 1964. Die erste Bezeichnung war Bivacco Giovane Montagna. Am 23. Juli 1972 erfolgte die Umbenennung nach Gino Rainetto. Das Biwak wird zudem auch als Bivouac du Petit Mont Blanc bezeichnet.

## Zustieg
Der übliche Zugang erfolgt von La Visaille im Val Veny in etwa 5 Stunden.

## Anstiege
- Petit Mont Blanc, 3424 m
- Aiguilles de Trélatête, 3911 m
- Aiguille de l’Aigle, 3517 m